# 罗士瑜
罗士瑜（1915年—1997年12月3日），男，天津人，中国机械工程专家，曾任第一拖拉机制造厂副厂长、总工程师，第四、五、六届全国人大代表。